# Первая Ясско-Кишинёвская операция
Первая Ясско-Кишинёвская операция (8 апреля — 6 июня 1944 года) — наступательная операция южного крыла советских войск силами 2-го и 3-го Украинских фронтов на Восточном фронте Второй мировой войны с целью изгнания нацистских оккупантов из Молдавской ССР и изоляции румынских нефтепромыслов от нацистской Германии. По мнению историка Дэвида Гланца, в случае успеха предполагался глубокий прорыв на Балканский полуостров и вывод Румынии и Болгарии из войны.
Боевые действия против Ясско-Кишиневской группировки немецко-румынских войск начались на завершающем этапе Уманско-Ботошанской и Одесской наступательной операций. Два советских фронта, практически без паузы после предыдущего наступления и соответствующей подготовки, в апреле 1944 года начали активные попытки прорваться вглубь территории Королевства Румынии и Молдавской ССР. Битва началась с ожесточенных боев под Тыргу-Фрумосом и Поду-Илоаей.
Однако все попытки прорвать хорошо подготовленную, глубоко эшелонированную оборону противника были неудачны. Кроме того, противник нанес несколько сильных контрударов, в частности ликвидировал плацдармы 3-го Украинского фронта на Днестре. В начале июня советские войска окончательно перешли к обороне и начали тщательную подготовку к следующей стратегической наступательной операции на южном фланге советско-германского фронта.

## Предыстория
5 марта 1944 командующий 2-м Украинском фронтом генерал-полковник И. С. Конев начал Уманско-Ботошанскую операцию на южной Украине. В результате успешного проведения стратегической операции немецкая группа армий «Южная Украина» потерпела поражение, а между 1-й танковой армией и 8-й общевойсковой армией образовался прорыв в оперативном построении войск. В начале апреля советские войска вышли к румынской границе.
На фоне сложившегося положения Ставка ВГК отдала 2-му и 3-му Украинских фронтам приказ совместными действиями продолжить наступление в западном направлении и увеличить глубину продвижения Красной Армии, до территории западной Румынии. В дальнейшем, по мнению историка Дэвида Гланца, советское командование надеялось прорвать оборону войск стран «Оси» на южном фланге советско- германого фронта и ворваться на Балканский полуостров. Тем самым планировалось заставить выйти из войны Румынию и Болгарию. Общим замыслом операции предполагалось разгромить ослабленные части немецко-румынских войск в северо-восточной части Королевства Румыния и овладеть стратегически важными городами Яссы и Кишинёв, а также Плоешти и Бухарест.

## Ход событий

### Наступление 2-го Украинского фронта в апреле 1944 года
5 апреля 1944 года войска 2-го Украинского фронта с ходу форсировали верхнее течение Днестра и Прута, и, захватив Хотин и Дорохой, приблизились к Тыргу-Фрумосу и Ботошани. Оборону на этих рубежах держали только легковооружённые и слабые части румынской лёгкой пехоты.
В тот же день Конев представил в Ставку ВГК Доклад № 00281/оп, в котором изложил план действий своего фронта:

В целях создания охватывающего оперативного положения основной южной группировки немцев считаю необходимым перейти в наступление правым крылом фронта в составе 40, 27-й армий, усиленных 3-м гв. танковым корпусом, и в последующем армией Шумилова.

Поставить задачу: 40-й и 27-й армиям выйти на рубеж Рэдэуци, Фэлтичени, Тыргу-Нями, Пятра, Бакэу. С выходом на этот рубеж 40-я армия переходит к обороне для обеспечения правого крыла фронта.

Главный удар нанести в направлении Болотино, Тыргу-Фрумос, Роман, Бакэу.
<…>
Задача армий левого крыла фронта — 4 гв., 53 и 5 гв., 2 и 6-й танковых — продолжать наступление с целью овладения районом Кишинева и выхода на р. Прут.
— s:Доклад командующего войсками 2-го Украинского фронта от 05.04.1944 № 00281/оп
На следующий день 6 апреля Ставка в общих чертах одобрила план, со следующими уточнениями:

1. Усиление 27 А Трофименко одним только 3 гв. тк для действия на юг вдоль р. Сирет будет недостаточным. Незамедлительно перевести на западный берег р. Прут одну танковую армию Богданова или Кравченко.
2. Что касается направления на Кишинев, то будет совершенно достаточно двух танковых армий Ротмистрова и Кравченко или Богданова. Кроме того, надо иметь в виду, что в район южнее Кишинева выйдет правое крыло 3-го Украинского фронта, которое облегчит вам овладение Кишиневом.
— s:Директива Ставки ВГК от 06.04.1944 № 220073
8 апреля 27-я и 40-я советские армии (под командованием генерал-лейтенанта С. Г. Трофименко и генерал-лейтенанта Ф. Ф. Жмаченко соответственно) при поддержке 2-й танковой армии генерал-лейтенанта танковых войск С. И. Богданова предприняли попытку мощным ударом снести непрочную оборону противника вблизи Тыргу-Фрумос. Одновременно, войска 52-й армии генерала К. К. Коротеева и 6-й танковой армии генерал-лейтенанта А. Г. Кравченко наносили вспомогательный удар севернее Ясс, пытаясь сокрушить оборонительный фронт румынских войск и выйти на оперативный простор.
В то время, как советские войска генерала Конева готовились к прорыву вражеской обороны у Тыргу-Фрумос, 8-я полевая армия генерала Отто Вёлера вела ожесточённые бои в вблизи села Поприкань, в 14 км севернее Яссы, где два советских корпуса сражались с немецкой танковой бронегруппой, отвлекая внимание немецкого командования от направления главного удара.
Следующей задачей наступления 2-го Украинского фронта было выход на рубеж Тыргу-Фрумос — Пашкани — Тыргу-Нямц на расстоянии 50—100 км западнее Ясс. Три стрелковые дивизии 51-го стрелкового корпуса продвигались на юг в направлении Пашкани, ещё две советские дивизии наступали севернее Тыргу-Нямц. Восточнее семь стрелковых дивизий 35-го и 33-го стрелковых корпусов 27-й армии делали попытку прорваться вдоль реки Прут и заставить войска 8-й румынской пехотной дивизии отступить в направлении Хирлэу, в 27 км севернее Тыргу-Фрумос. Одновременно, 2 дивизии 33-го стрелкового корпуса при поддержке двух корпусов 2-й танковой армии действовали против 7-й румынской пехотной дивизии близ этого города.
Утром 8 апреля войска советской ударной группировки перешли в наступление. Однако, из-за весенней распутицы, продвижение вперед проходило очень медленно. Форсирование Прута на северо-востоке от Ясс также продолжалось с большими проблемами.
Советские войска разгромили румынские подразделения, оборонявшие Тыргу-Фрумос, захватили Пашкани, и продолжили наступление вперед. Немецкое командование быстро отреагировало на действия РККА и бросило в бой моторизованную Дивизию «Великая Германия» («Гроссдойчланд») Х. фон Мантойфеля. Отдельными тактическими группами, мотопехотинцы ввязались в бой на южной окраине города Тыргу-Фрумос. Видя такое развитие ситуации, советское командование передислоцировало в район битвы ещё несколько дивизий, которые вступили в бой с немецкой элитной частью.
Утром 10 апреля 1944 года дивизия «Гроссдойчланд», насчитывавшая в своём составе около 160 танков, среди которых 40 «Пантер» и 40 «Тигров», мощным ударом контратаковала в западном направлении с Поду-Илоаэй на Тыргу-Фрумос, в городе завязались ожесточенные уличные бои между немецкими и советскими войсками. С южного направления в контрнаступление перешли румынские 1-я гвардейская и 7-я пехотная дивизии, которые заставили отступить советские войска на север. В полуокружении в городе оказались подразделения советских 206-й стрелковой, 3-й гвардейской воздушно-десантной и 93-й гвардейской стрелковой дивизий, сражавшихся по всему Тыргу-Фрумос небольшим группами.
Как указывает российский исследователь Игорь Небольсин, советские танковые войска на этом участке фронта были исключительно слабы. Так, вся 2-я танковая армия Богданова к 7 апреля, накануне начала боев под Поду-Илоаей, имела всего 49 танков и САУ. Таким образом, численный перевес был на стороне немецких танковых частей. Тем не менее, атаки продолжались до 15 апреля, а 16-17 апреля армия вела оборонительные бои. В итоге в двух танковых корпусах армии (3-м и 16-м), несмотря на постепенный подход новой техники, к утру 18 апреля осталось в строю всего 8 танков.

### Наступление 2-го Украинского фронта в мае 1944 года
Согласно Журналу боевых действий 2-го Украинского фронта, в начале мая перед ним стояли следующие задачи:

Войска 2-го Украинского фронта, производят частичную перегруппировку и готовятся к новому наступлению с целью прорыва обороны противника в районе ТЫРГУ-ФРУМОС и выхода на коммуникации ЯССКО-КИШИНЕВСКОЙ группировки противника.

Основная ближайшая боевая задача 2 УФ — овладеть ЯССЫ и КИШИНЕВ, разгромить ЯССКО-КИШИНЕВСКУЮ группировку войск противника и устремиться в междуречье на юг.
— Выписка из журнала боевых действий 2-го Украинского фронта за май месяц 1944, c.2
2 мая 1944 войска генерала И. С. Конева совершили вторую попытку прорвать оборону немецко-румынских войск севернее Тыргу-Фрумос, но битва, в начальной фазе проходившая в пользу Красной Армии, постепенно превратилась в серию одиночных боев на отдельных участках фронта. В столкновениях советские танкисты потеряли значительное количество бронетехники и дальнейшие попытки атаковать врага быстро сходили на нет. Немецкий LVII-й танковый корпус, включавший дивизию «Великая Германия», LII-й армейский корпус и 24-я танковая дивизия уничтожили больше 350 танков противника в этих боях.

### Борьба за плацдармы на Днестре
В апреле 1944 года войска 2-го и 3-го УФ захватили несколько плацдармов на Днестре, однако в целом 6-я немецкая армия смогла удержать линию обороны и локализовала плацдармы. 12 апреля командование 3-го УФ представило свой план «операции по выходу к государственной границе», согласно которому предполагалось 18—20 апреля форсировать Днестр всеми силами фронта, нанеся главный удар пятью армиями в направлении Тирасполь—Комрат—Кагул, а вспомогательный — вдоль побережья Чёрного моря силами 8-й гвардейской армии. Развивать успех должна была фронтовая конно-механизированная группа Плиева; выход на Прут и Дунай планировался на 9—10 день наступления. 15 апреля Ставка утвердила план Малиновского.
Последующие события показали, что возможности 3-го УФ вести наступательные действия исчерпаны и быстро их восстановить не удалось. Попытки атаковать с захваченных плацдармов или захватить новые потерпели неудачу. После 6 мая войска 3-го Украинского фронта перешли к обороне и начали передислокацию войск, готовясь к новому наступлению. В частности, 5-я гвардейская армия на плацдарме возле села Ташлык (также известном как Шерпенский плацдарм) была сменена 8-й гвардейской армией под командованием Чуйкова. Немецкое командование вскрыло эти перегруппировки и решило нанести упреждающий удар. Была создана «группа Кнобельсдорфа» в составе трех танковых дивизий, которая нанесла удар по 8-й гв. армии и разгромила её. Плацдарм был утерян практически полностью. Пытаясь исправить положение, командование 3-го Украинского фронта 14 мая предприняло атаку силами 34-го гв. ск (5-я ударная армия). Советские войска прорвали оборону немцев, заняли длинную и узкую излучину Днестра возле села Кошница и попытались переправиться на правый (западный) берег. Это позволяло выйти в тыл немецким войскам, атакующим остатки плацдарма у села Ташлык. Однако немцам удалось сначала сорвать переправу, а затем и блокировать советские войска в излучине. В ночь на 21 мая остатки советских войск вырвались из окружения.

### Локальное наступление немецко-румынских войск под Яссами (операции «Соня» и «Катя»)
В конце мая — начале июня 8-я немецкая армия совместно с румынскими войсками провела местное наступление против 2-го Украинского фронта. Целью наступления было захватить господствующие высоты под Яссами (плацдарм на реке Жижия). В ходе операций «Соня» (30-31 мая) и «Катя» (2-6 июня) немецко-румынским войскам ценой больших потерь удалось потеснить советские части, но полного успеха достигнуто не было.

## Итоги
Усилившееся сопротивление немецко-румынских войск заставило советское командование перейти к обороне и начать тщательную подготовку к следующей стратегической наступательной операции на южном фланге советско-германского фронта.

## Оценки
По мнению военного историка Дэвида Гланца первое советское наступление против Ясско-Кишинёвской группировки относится к числу тех военных операций на Восточном фронте, которые полностью игнорировались и замалчивались советскими историками и экспертами. Но при этом, несмотря на общую неудачу наступления, Красная Армия нанесла тяжелые потери силам Оси, усугубив последствия зимних поражений Германии на Украине. Это помешало будущим попыткам сдержать неотвратимое движение Красной Армии к Берлину.

### Первоисточники
- Выписка из журнала боевых действий 2-го Украинского фронта за апрель месяц 1944 Архивная копия от 9 июля 2020 на Wayback Machine
- Журнал боевых действий войск 3-го Украинского фронта (апрель 1944) Архивная копия от 6 июля 2020 на Wayback Machine
- Выписка из журнала боевых действий 2-го Украинского фронта за май месяц 1944 Архивная копия от 6 июля 2020 на Wayback Machine
- Журнал боевых действий войск 3-го Украинского фронта (май 1944) Архивная копия от 6 июля 2020 на Wayback Machine
- Журнал боевых действий 8-й гвардейской армии за май месяц 1944 года